# Lucania (zoologia)
Lucania è un genere di piccoli pesci d'acqua dolce appartenenti alla famiglia Fundulidae.

## Specie
- Lucania goodei
- Lucania interioris
- Lucania parva